# Cmentarz wojenny nr 348 – Stary Sącz
Cmentarz wojenny nr 348 – Stary Sącz – austriacki cmentarz wojenny z okresu I wojny światowej znajdujący się w mieście Stary Sącz w województwie małopolskim. Należy do okręgu X (Limanowa) Oddziału Grobów Wojennych C. i K. Komendantury Wojskowej w Krakowie. Jest jednym z 400 cmentarzy tego oddziału, z tego w okręgu limanowskim jest ich 36.

## Historia
Pochowano tutaj żołnierzy poległych w czasie walk w 1914. W listopadzie 1914 wojska rosyjskie gen. Aleksieja Brusiłowa zajęły całe te tereny, nacierając na południe, w stronę Karpat. 7 grudnia dowodzona przez generała Svetozara Boroevića 3 Armia austro-węgierska przeszła do ofensywy i 11 grudnia jej jednostki wypierając armię rosyjską dotarły na przedpola Nowego Sącza.
Na cmentarzu w Starym Sączu jest 17 grobów pojedynczych i 8 zbiorowych. Pochowano w nich 57 żołnierzy, w tym:
- 26 żołnierzy armii rosyjskiej,
- 31 żołnierzy armii austro-węgierskiej.

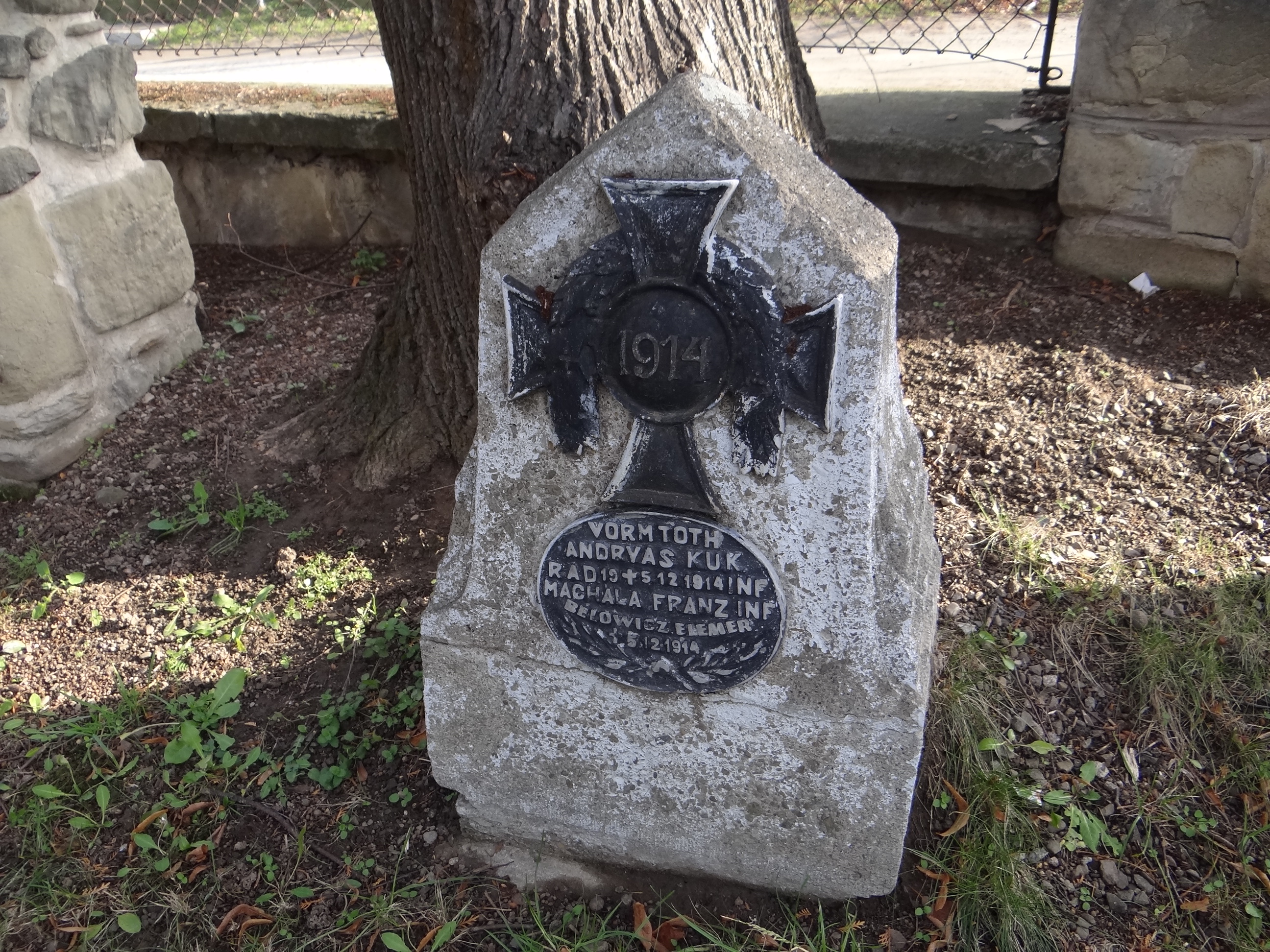
Stela na mogile żołnierzy austro-węgierskich

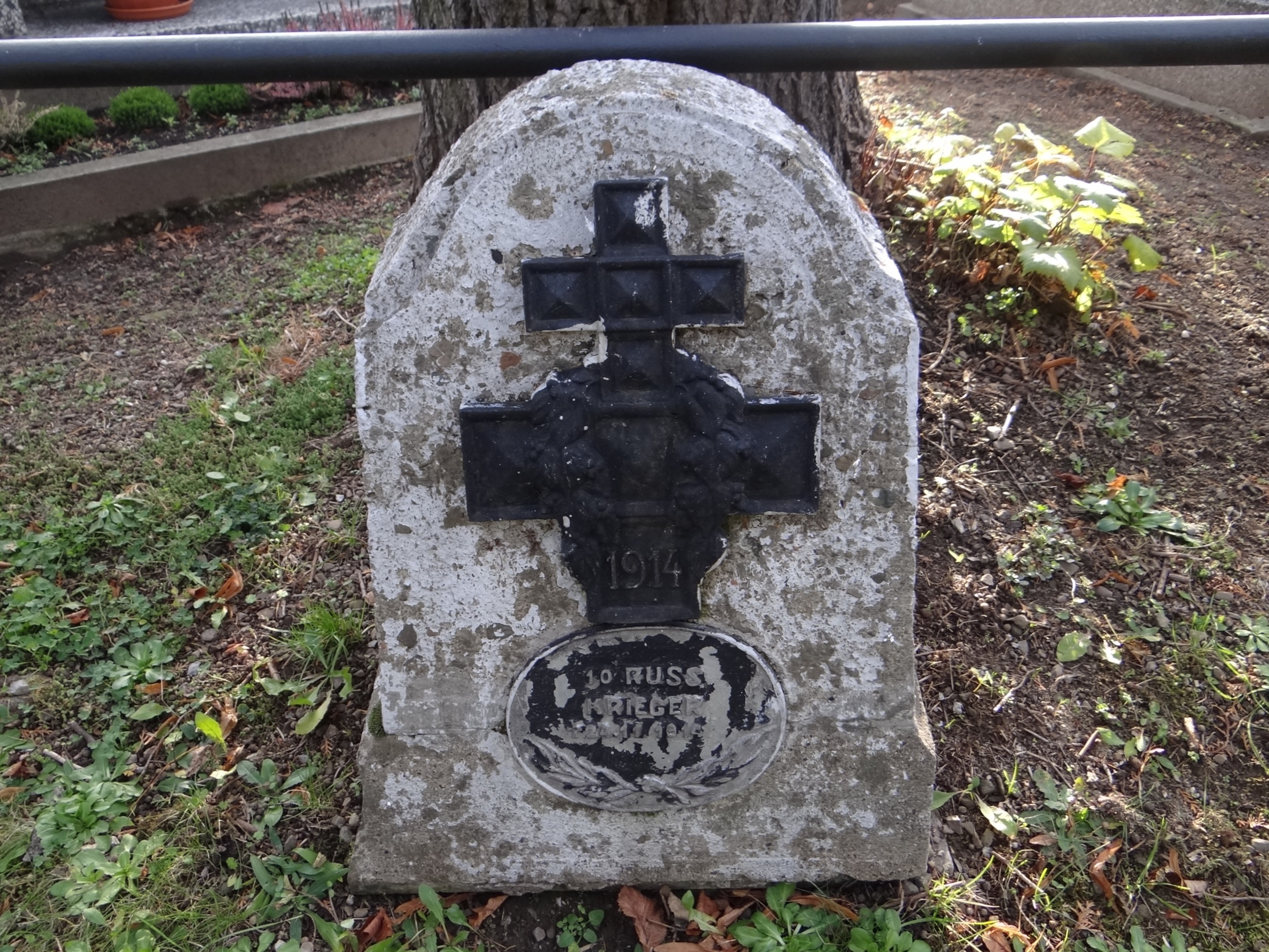
Stela na zbiorowej mogile żołnierzy rosyjskich

## Opis cmentarza
Znajduje się na Nowym Cmentarzu w Starym Sączu, przy ulicy Nowej i stanowi odrębną kwaterę zlokalizowaną w północno-wschodnim końcu tego cmentarza. Ma nieregularny, częściowo okrągły kształt i zajmuje niewielką powierzchnię. Ogrodzenie cmentarza tworzą niskie betonowe lub murowane z kamienia łupanego słupki, pomiędzy którymi znajdują się grube żelazne rury lub łańcuchy. W niektórych miejscach znajduje się betonowa podmurówka. Wejście przez niską żelazną bramkę pomiędzy dwoma betonowymi słupkami. Główny element dekoracyjny tworzy znajdujący się na środku duży obelisk zwieńczony betonowym krzyżem. Zamontowano na nim kilka tablic z inskrypcjami. Dookoła pomnika utworzono betonową ścieżkę i trawniki, na obrzeżach kwater, wzdłuż ogrodzenia znajdują się nagrobki. Są to betonowe stele, na czołowej ścianie których zamontowano żeliwne krzyże dwóch rodzajów: jednoramienne krzyże łacińskie i dwuramienne krzyże lotaryńskie, a na niektórych również tabliczki z nazwiskami poległych.
Zaprojektowany został przez Gustawa Ludwiga. Cmentarz był odnawiany i jest w dobrym stanie. Wycięto niektóre drzewa, które swoimi korzeniami niszczyły cmentarz.